# Kochanovce (Humenné)
Kochanovce (em húngaro: Felsőkohány) é um município da Eslováquia, situado no distrito de Humenné, na região de Prešov. Tem 5,02 km² de área e sua população em 2018 foi estimada em 752 habitantes.

## Demografia
| Ano:        | 1994 | 2004    | 2014   | 2024   |
| ----------- | ---- | ------- | ------ | ------ |
| Broj ljudi: | 651  | 745     | 792    | 735    |
| Razlika:    |      | +14,43% | +6,30% | -7,19% |

| Ano:               | 2023 | 2024   |
| ------------------ | ---- | ------ |
| Número de pessoas: | 731  | 735    |
| Diferença:         |      | +0,54% |